# Erigone aspura
Erigone aspura là một loài nhện trong họ Linyphiidae.
Loài này thuộc chi Erigone. Erigone aspura được Ralph Vary Chamberlin & Wilton Ivie miêu tả năm 1939.